# Estação Ferroviária da Cruz Quebrada
A Estação Ferroviária da Cruz Quebrada é uma estação da Linha de Cascais, que serve a localidade de Cruz Quebrada, e é explorada pela rede de comboios suburbanos de Lisboa, em Portugal. Foi a estação de transbordo e término jusante nominal do Ramal do Estádio Nacional, enquanto este ramal funcionou.

## Descrição

### Localização e acessos

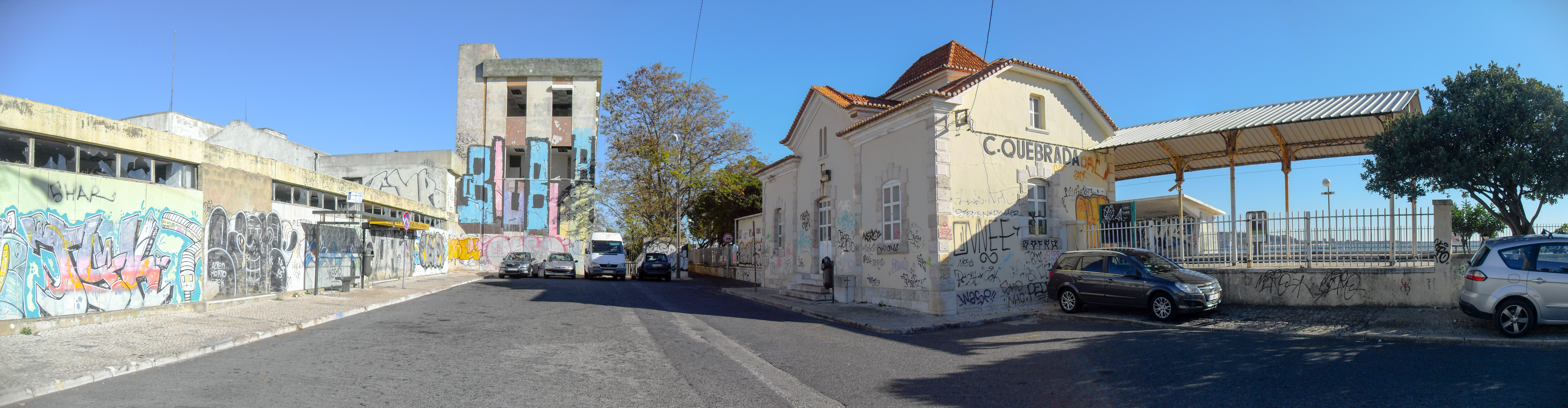
Arruamento de acesso e exterior do edifício da estação da Cruz Quebrada, em 2017.

Esta interface situa-se no extremo sudeste da Avenida Ferreira Godinho, que aqui termina em beco, junto à praia homónima e à foz do Rio Jamor, na sua margem direita, situando-se a localidade nominal na margem oposta — há acesso pedonal ao respetivo centro (igreja), numa distância de menos de meio quilómetro via i.a. travessia pedonal instalada na ponte ferroviária contígua à estação; o acesso rodoviário, que recorre a ponte mais a montante, cobre cerca do dobro desta distância.

### Infraestrutura
Como apeadeiro de uma linha em via dupla, esta interface apresenta-se nas duas vias de circulação (I e II) cada uma acessível por plataforma com 143 m de comprimento e 110 cm de altura. O edifício de passageiros situa-se do lado norte da via (lado direito do sentido ascendente, para Cascais).

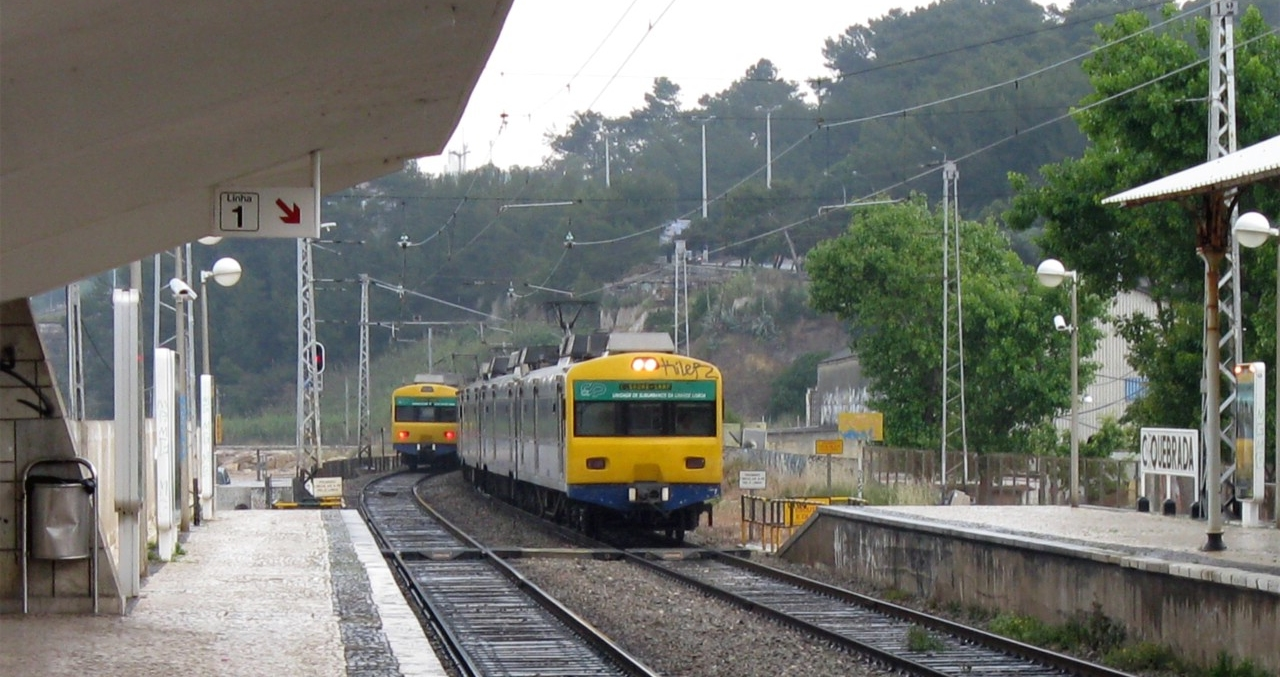
Vias e plataformas da Cruz Quebrada com comboios chegando e partindo, em 2009.

Situa-se junto a esta estação a substação de tração de Cruz Quebrada, contratada à C.P., que contribui aqui para a eletrificação da Linha de Cascais.

### Serviços
Em dados de 2023, esta interface é servida por comboios de passageiros da C.P. de tipo urbano no serviço “Linha de Cascais” tipicamente com 69 circulações diárias em cada sentido entre Cais do Sodré e Cascais ou Oeiras; passam sem paragem nesta interface 33 circulações do mesmo tipo, entre Cais do Sodré e Cascais.

## História

### Século XIX
A estação insere-se no lanço entre Cascais e Pedrouços da Linha de Cascais, que foi inaugurado em 30 de Setembro de 1889 pela Companhia Real dos Caminhos de Ferro Portugueses, desde logo utilizando via dupla.
Um alvará de 15 de Outubro de 1891 autorizou o empresário Jaime Henrique Pereira Bramão a construir um caminho de ferro no tipo americano entre esta estação e Carnaxide, tendo a concessão sido prolongada até São José de Ribamar em 10 de Março de 1892.

### Décadas de 1910 e 1920
Em 7 de Agosto de 1918, a Linha de Cascais foi subarrendada à Sociedade Estoril. Esta empresa iniciou um programa de modernização da linha, que incluiu a instalação da tracção eléctrica, inaugurada em 15 de Agosto de 1926, e reconstrução total desta estação.

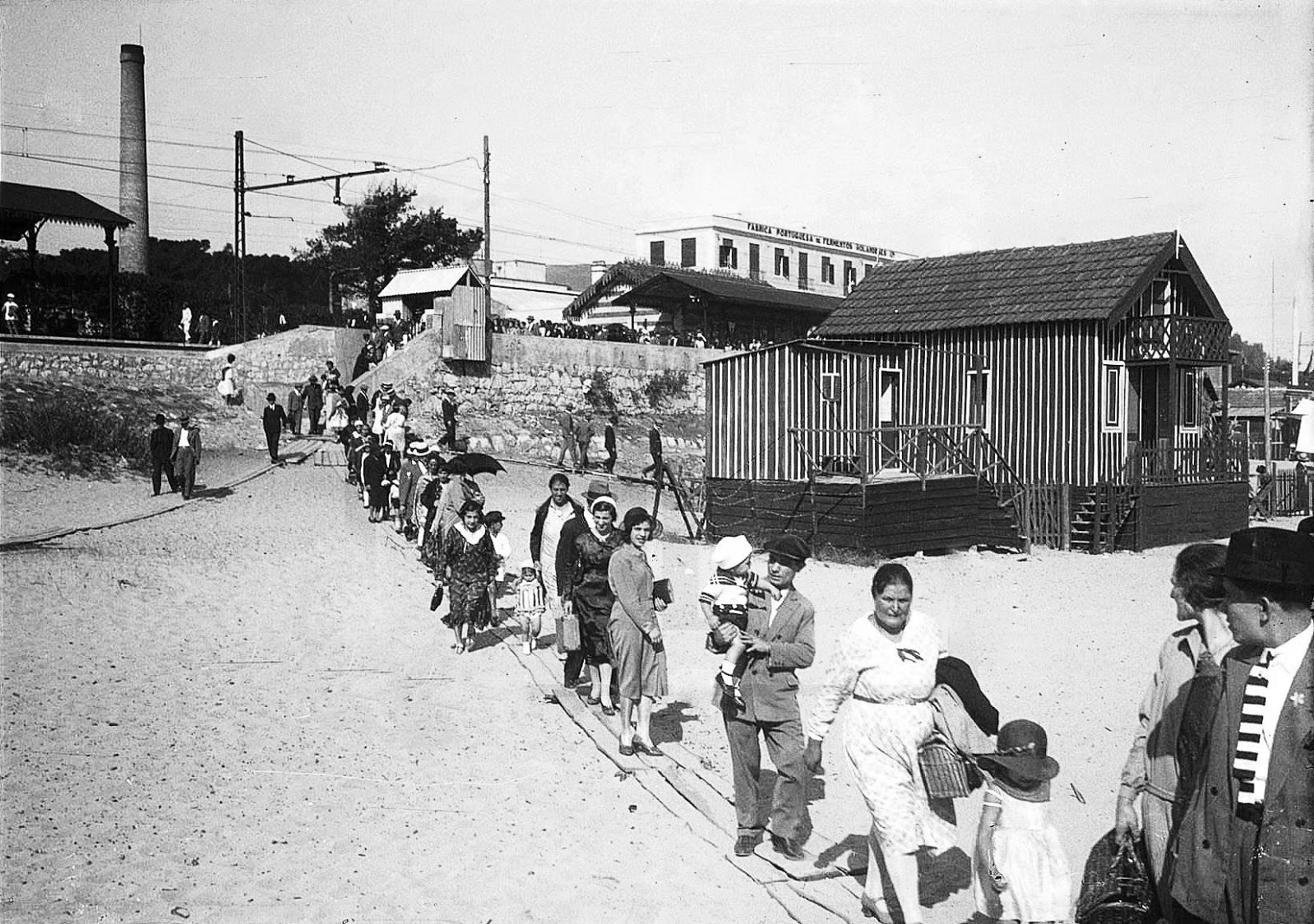
Passageiros chegando à praia da Cruz Quebrada, vindos da estação — note-se a via já eletrificada, em setembro de 1931.

Esta estação é a segunda das quatro referidas por Fernando Pessoa no poema “Anti-Gazetilha” (Sol 1926.11.13; mais tarde incluído como “O Comboio Descendente” em numerosas antologias e musicado nos anos 1980 por Zé Mário Branco), que descreve um sinuoso e improvável «comboio descendente» que segue de «Queluz à Cruz Quebrada», «da Cruz Quebrada a Palmela», e «de Palmela a Portimão».

### Décadas de 1930 e 1940
Em 1933, a Sociedade Estoril fez obras de reparação no edifício da estação.
Em 1 de Setembro de 1939, a Gazeta dos Caminhos de Ferro Noticiou que o Ministério das Obras Públicas iria publicar em breve um decreto sobre a alteração do traçado da Linha de Cascais no lanço entre esta estação e Alcântara-Mar, devido às obras de construção da Estrada marginal entre Lisboa e Cascais.
Em 1944, foi inaugurado o Ramal do Estádio Nacional, entre esta estação e aquele complexo desportivo.

### Década de 1970
Em 13 de Dezembro de 1976, terminou o contracto com a Sociedade Estoril para a exploração da Linha de Cascais, passando esta para a posse directa dos Caminhos de Ferro Portugueses.

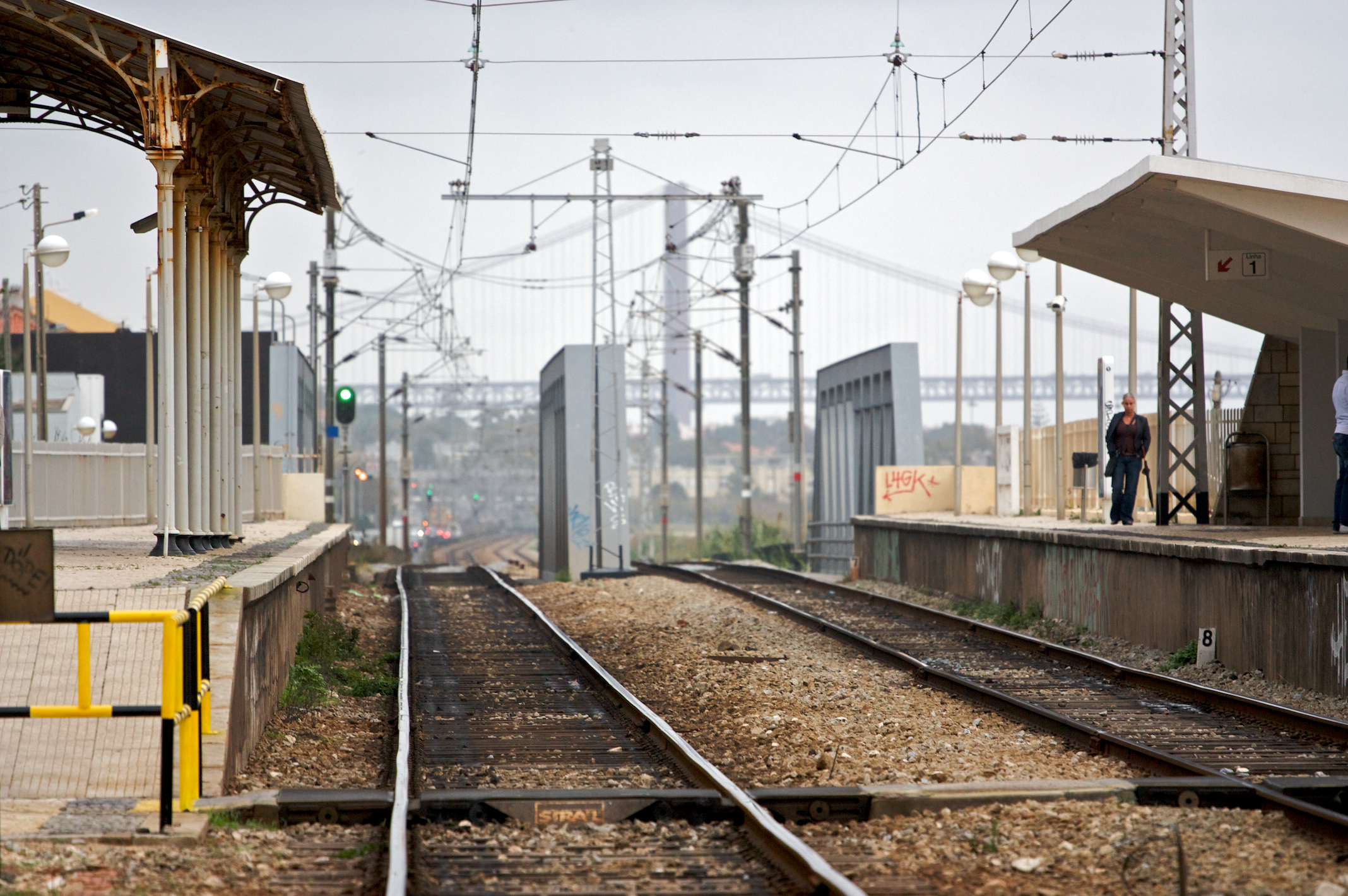
Vista geral, com a ponte sobre o Jamor ao fundo, em 2009.

### Década de 1990
Durante a década de 1990, a operadora Caminhos de Ferro Portugueses realizou várias obras de modernização na Linha de Cascais, no âmbito de um programa de requalificação das redes ferroviárias suburbanas de Lisboa, tendo sido construídas várias novas subestações de tracção eléctrica, uma delas nesta estação.

## Ver também

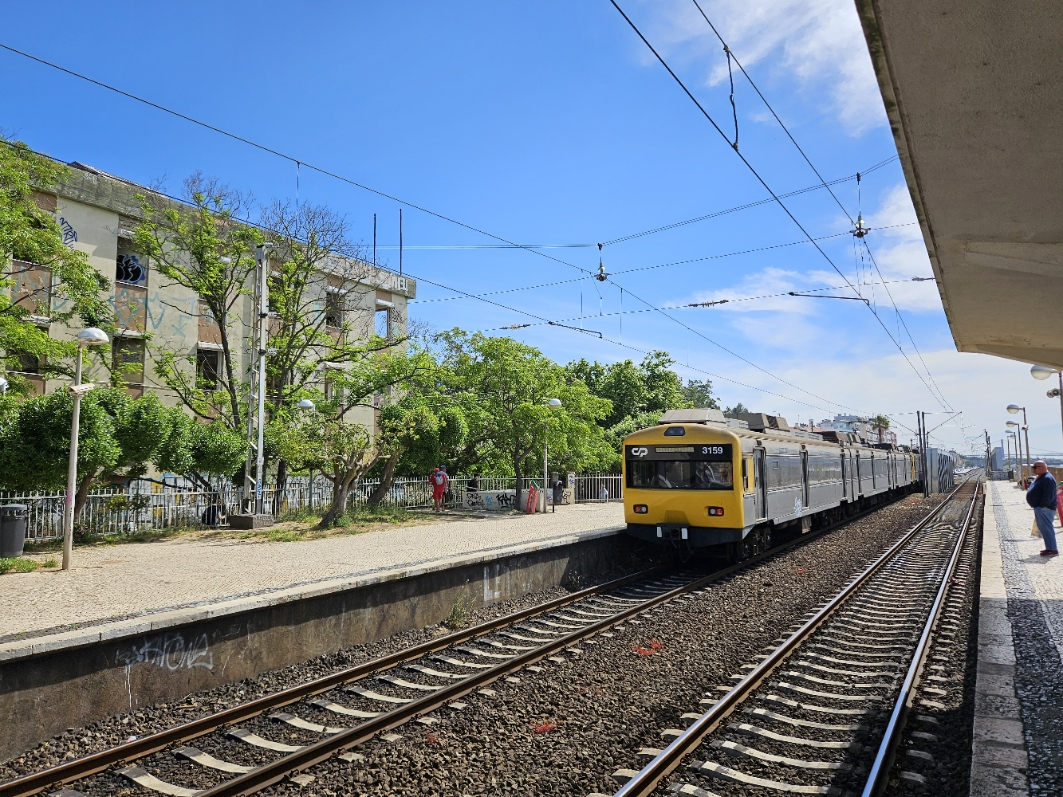
Comboio na Cruz Quebrada, em 2023.

## Leitura recomendada
- CERVEIRA, Augusto; CASTRO, Francisco Almeida e (2006). Material e tracção: os caminhos de ferro portugueses nos anos 1940-70. Col: Para a História do Caminho de Ferro em Portugal. 5. Lisboa: CP-Comboios de Portugal. 270 páginas. ISBN 989-95182-0-4
- GOMES, Levy Nunes (2006). Cruz Quebrada - Dafundo: Património e Personalidades. Oeiras: Câmara Municipal de Oeiras - Gabinete de Comunicação. 171 páginas. ISBN 989-608-030-5
- NETO, Paula; VALENÇA, Costa (2013). Ao ritmo de Cruz Quebrada - Dafundo. Oeiras: Câmara Municipal de Oeiras. 73 páginas. ISBN 978-989-608-161-4
- SALGUEIRO, Ângela (2008). A Companhia Real dos Caminhos de Ferro Portugueses: 1859-1891. Lisboa: Univ. Nova de Lisboa. 145 páginas